# Міністерство екологічного переходу Франції
Міністерство екологічного переходу (фр. Ministère de la Transition écologique ), зазвичай називають Міністерством екології, є департаментом уряду Франції. Він відповідає за підготовку та реалізацію державної політики у сферах сталого розвитку, клімату, енергетичного переходу та біорізноманіття. Барбара Помпілі була призначена міністром екологічного переходу 6 липня 2020 року під керівництвом прем'єр-міністра Жана Кастекса.

## Історія
8 січня 1971 року за президента Жоржа Помпіду було створено Міністерство навколишнього середовища (Ministere de l'Environnement) як міністерство, підпорядковане прем'єр-міністру Франції. Першим міністром навколишнього середовища був Роберт Пуджаде. З 1974 по 1977 рік посада була перейменована на міністра якості життя; у 1978 році він став міністром навколишнього середовища та способу життя. Сталий розвиток був доданий у 2002 році.

## Компетенції
Міністерство відповідає за екологічну політику країни (збереження біорізноманіття, застосування Кіотського протоколу щодо клімату, екологічний контроль промисловості), транспорт (відділи регулювання повітряного, автомобільного, залізничного та морського сполучення), національні парки та житлову політику. Міністерство розподіляє кошти між дослідницькими установами чи радами. З 2017 року міністерство також відповідає за енергетичну політику.

## Підпорядковані установи
- Бюро розслідування та аналізу безпеки цивільної авіації (BEA)
- Генеральний директорат цивільної авіації (DGAC)
- Французьке управління біорізноманіття (OFC)

## Колишні назви
- 1971 рік : Міністерство охорони природи та навколишнього середовища (Ministère de la Protection de la nature et de l'environnement)
- 2007 рік : Міністерство екології та сталого розвитку (Ministère de l'Écologie et du Développement durable)
- 2012 рік : Міністерство навколишнього середовища, сталого розвитку та енергетики (Ministère de l'Écologie, du Développement durable et de l'Énergie)
- 2016 рік : Міністерство навколишнього середовища, енергетики та моря (Ministère de l'Environnement, de l'Énergie et de la Mer)
- 2017 рік : Міністерство екологічного та солідарного переходу (Ministère de la Transition écologique et solidaire)
- 2020 рік : Міністерство екологічного переходу (Ministère de la Transition écologique)